# 무티 (전통의학)
무티(Muti)는 남아프리카 공화국의 전통 민간 의술이다. 나무를 뜻하는 줄루어 -thi가 어원이며 아프리카 전통의학에서 나무에서 나오는 여러 재료들을 썼기 때문에 이것이 전통의술을 뜻하는 말로 뜻이 넓어졌다. 줄루어 외에 남아공 영어와 아프리칸스어를 비롯한 다른 남아공 언어들에서도 널리 쓰인다. 아프리칸스어에서는 주술적 효과를 가져다 준다고 믿는 의약에 대해서도 무티란 말을 쓴다.

## 무티 살인
의료행위를 명목으로 사람이 죽거나, 불구가 되는 일이 있는데, 이러한 비과학적 주술의료에 따른 살상행위를 가리켜 무티 살인이라고 한다. 가장 대표적으로는 사람 몸의 일부를 때어 먹으면 그 부분에 해당하는 신체부위가 좋아진다는 주술적 믿음에 따라 어린이나 노약자가 무티 살인의 희생자가 되는 일이 일어나고 있다.